# Prix SACD
Les prix SACD, en France, sont des récompenses décernées depuis 1995[réf. nécessaire] par la Société des auteurs et compositeurs dramatiques dans les domaines du cinéma, de la danse, de la musique, de la radio, de la télévision et du théâtre. Outre le grand prix, qui récompense une personnalité dont l'œuvre est particulièrement marquante, les prix, dans chaque discipline, sont attribués à un auteur confirmé et à un nouveau talent.
Le prix Suzanne-Bianchetti récompense une jeune comédienne de théâtre commençant une carrière cinématographique. Les médailles Beaumarchais honorent des personnalités ayant œuvré pour les auteurs. Le prix Animation consacre depuis 2004, l’entrée de ce répertoire au sein du conseil d'administration.
La SACD belge décerne également des prix distincts de l'établissement français.

## Liste des lauréats
Source : Site de la SACD.

### Années 1970
1975
Prix Beaumarchais : Jacques Aeschlimann
1977
- Prix Tristan Bernard : Loleh Bellon
- Prix Mouezy-Eon : Jean Canolle
- Prix Musique : Georges Delerue
- Prix Courteline : Catherine Grello et Josiane Lévêque
- Prix Télévision : Jean L'Hôte
- Prix Théâtre : Georges Neveux
- Prix Beaumarchais : Armand Salacrou et Henri Sauguet

### Années 1980
1980
- Grand Prix : Maurice Béjart
- Prix Télévision : Nina Companeez
- Prix Cinéma : Jacques Doillon
- Prix Musique : Manuel Rosenthal
- Prix exceptionnel : Vaclav Havel
- Prix Tristan Bernard : Yves Jamiaque
- Nouveau Talent Théâtre : Jean-Luc Jeener
- Prix Lugne-Poe : Claude Rich
- Prix Courteline : Remo Forlani
- Prix Georges Pitoeff : Guy Vassal

1981
- Grand Prix : Jean Delannoy
- Prix Cinéma : Paul-Victor Grimault
- Prix Radio : Pierre Dupriez et Serge Martel
- Prix Télévision : Pierre Moustiers
- Prix Théâtre : Jean Tardieu
- Nouveau Talent Théâtre : Denise Chalem
- Médaille Beaumarchais : Henri Desbois et Denis Maurey
- Prix Tristan Bernard : Robert Lamoureux
- Prix Courteline : Gérard Lauzier
- Prix Lugne-Poe : Jean-Jacques Varoujean

1982
- Grand Prix : Jean Anouilh
- Prix Radio : Serge Ganzl
- Prix Musique : Claude Arrieu
- Prix Télévision : Claude Brulé
- Prix Cinéma : Éric Rohmer
- Prix Tristan Bernard : Jean-Pierre Bacri
- Prix Courteline : Philippe Caubère
- Prix spécial à titre posthume : René Kalisky
- Nouveau Talent Théâtre : Bernard-Marie Koltès
- Prix Georges Pitoeff : Milan Kundera

1983
- Grand Prix : Jean Françaix
- Prix Cinéma : Jean-Claude Carrière
- Nouveau Talent Cinéma : Pierre Rissient
- Prix Télévision : Marcel Bluwal
- Nouveau Talent Télévision : Jean Bany et Marco Pico
- Prix Théâtre : Jean Poiret
- Nouveau Talent Théâtre : Marc Perrier
- Prix Radio : Henri Weitzmann
- Prix Tristan Bernard : Catherine Allégret	et Eliane Borras
- Prix Georges Pitoeff : Nicolas Bataille et Claude Mauriac
- Prix Lugne-Poe : Gildas Bourdet
- Prix Mouezy-Eon : André Lang

1984
- Grand Prix : Samuel Beckett et Françoise Dorin
- Prix Cinéma : Claude Miller
- Nouveau Talent Cinéma : Aline Issermann
- Prix Musique : Olivier Messiaen
- Nouveau Talent Théâtre : Daniel Besnehard
- Nouveau Talent Télévision : Frédérique Calaque, Fabrice Cazeneuve	et Dominique Fabre

1985
- Prix Musique : Michel Legrand
- Nouveau Talent Musique : Jean-Marie Sénia
- Prix Cinéma : Michel Deville
- Nouveau Talent Cinéma : Mehdi Charef
- Prix Théâtre : Victor Haïm
- Nouveau Talent Théâtre : Laurence Sémonin
- Prix Radio : Vera Feyder
- Nouveau Talent Radio : Patrick Besson
- Prix Danse : Jean-Claude Gallotta
- Nouveau Talent Danse : Philippe Decouflé
- Nouveau Talent Télévision : Bernard Férié
- Médaille Beaumarchais : Jean Mercure

1986
- Grand Prix : Alain Resnais
- Prix Théâtre : Denise Bonal
- Nouveau Talent Théâtre : Valère Novarina
- Prix Télévision : Jacques Fansten
- Nouveau Talent Télévision : Ronny Coutteure
- Prix Danse : Jacques Garnier
- Nouveau Talent Danse : Dominique Bagouet
- Prix Musique : Claude Prey
- Nouveau Talent Musique : Frédéric & Xavier Thibault
- Nouveau Talent Cinéma : Thomas Gilou
- Prix Radio : Gilbert Léautier
- Nouveau Talent Radio : Michel Quint

1987
- Grand Prix : André Roussin
- Prix Cinéma : Alain Cavalier
- Nouveau Talent Cinéma : Édouard Niermans
- Prix Télévision : Sylvain Joubert
- Prix Danse : Claude Bessy
- Nouveau Talent Danse : Karine Saporta
- Prix Radio : Bernard Da Costa
- Nouveau Talent Radio : Éric Assous et Marc Bartelt
- Prix Musique : Adrienne Clostre
- Nouveau Talent Musique : Laurent Petitgirard
- Nouveau Talent Théâtre : Yasmina Reza
- Médaille Beaumarchais : Pierre Dux
- Prix de la Francophonie : Francis Mankiewicz

1988
- Grand Prix : Claude Sautet
- Prix Danse : Joseph Lazzini
- Nouveau Talent Danse : Daniel Larrieu
- Prix Radio : Carlos Semprún Maura
- Nouveau Talent Radio : Jean-Gabriel Nordmann et Alain Krief
- Prix Musique : Antoine Duhamel
- Nouveau Talent Musique : André Bon et Édith Canat de Chizy
- Nouveau Talent Cinéma : Magali Clément
- Prix Théâtre : Roland Dubillard
- Nouveau Talent Théâtre : Philippe Minyana
- Prix Télévision : Jean Prat
- Nouveau Talent Télévision : Patrick Bouchitey
- Prix Suzanne Bianchetti : Marianne Basler
- Prix de la Francophonie : Sony Labou Tansi
- Médaille Beaumarchais : Antoine Bourseiller et Patrick Brion

1989
- Grand Prix : René de Obaldia
- Prix Cinéma : Bertrand Blier
- Nouveau Talent Cinéma : Jean-Claude Brisseau
- Prix Musique : Charles Chaynes
- Nouveau Talent Musique : Renaud Gagneux
- Prix Danse : Régine Chopinot
- Nouveau Talent Danse : Angelin Preljocaj
- Prix Radio : Éric Naggar
- Nouveau Talent Radio : Louise Doutreligne
- Prix Télévision : Jacques Ertaud
- Nouveau Talent Télévision : Philippe Triboit
- Nouveau Talent Théâtre : Pauline Daumale
- Prix de la Francophonie : Denys Arcand
- Médaille Beaumarchais : Henri Gouhier

### Années 1990

#### 1990
- Grand Prix : Jean Vauthier
- Prix Cinéma : Louis Malle
- Prix Télévision : Hervé Baslé
- Nouveau Talent Télévision : Patricia Mazuy
- Prix Danse : Carolyn Carlson
- Nouveau Talent Danse : Thierry Malandain
- Prix Musique : René Koering
- Nouveau Talent Musique: Dominique Probst
- Nouveau Talent Théâtre : Jean-Noël Fenwick
- Prix Radio : Driss Chraïbi et Louis Rognoni
- Nouveau Talent Radio : Jean-Pierre Ostende
- Prix de la Francophonie : Souleymane Cissé
- Médaille Beaumarchais : AVANT SCENE OPERA/CINEMA/THEATRE, Christiane Lenain, Marie-Hélène Dasté et Jacqueline Bir

#### 1991
- Grand Prix : Robert Bresson
- Prix Danse : Pina Bausch
- Nouveau Talent Danse : Héla Fattoumi & Éric Lamoureux
- Prix Musique : Marius Constant et Michel Portal
- Nouveau Talent Musique : Pascal Dusapin
- Nouveau Talent Cinéma : Christian Vincent
- Prix Télévision : Zbigniew Rybczyński
- Nouveau Talent Télévision : François Luciani
- Prix Théâtre : Joël Jouanneau
- Nouveau Talent Théâtre : Louis-Charles Sirjacq
- Prix Radio : Michel Schilovitz
- Nouveau Talent Radio : Yves-Fabrice Lebeau
- Prix de la Francophonie : Idrissa Ouedraogo
- Médaille Beaumarchais : Olivier Carmet et Jean-Louis Hourdin

#### 1992
- Grand Prix : Roland Dubillard
- Prix Danse : Philippe Decouflé
- Nouveau Talent Danse : Catherine Diverrès
- Prix Cinéma : Jacques Rivette
- Nouveau Talent Cinéma : Cédric Kahn
- Prix Musique : János Komives
- Nouveau Talent Musique : Philippe Fénelon	et Graciane Finzi
- Prix Télévision : Peter Kassovitz
- Nouveau Talent Télévision : Pierre Trividic
- Prix Radio : Pierre Louki
- Nouveau Talent Radio : Noëlle Renaude
- Nouveau Talent Théâtre : Jean-Marie Piemme
- Prix de la Francophonie : Nourredine Aba
- Médaille Beaumarchais : Lucien Attoun, Pierre-Henri Deleau, Roger Domani et Henri Maier

#### 1993
- Grand Prix : Nina Companeez
- Prix Cinéma : Maurice Pialat
- Nouveau Talent Cinéma : Philippe Harel
- Prix Danse : Joëlle Bouvier et Régis Obadia
- Nouveau Talent Danse : Mathilde Monnier
- Prix Théâtre : Jean-Claude Brisville
- Nouveau Talent Théâtre : Jean-Marie Besset
- Prix Radio : Jacques Perry
- Nouveau Talent Radio : Josué Kossi Efoui
- Nouveau Talent Musique : Philippe Hersant
- Nouveau Talent Télévision : Didier Cohen
- Prix de la Francophonie : Slimane Benaïssa
- Médaille Beaumarchais : Serge Young, Jean-François Verstrynge, Franck Lucas, Rosella Hightower et Michèle Aubert

#### 1994
- Grand Prix : Jean Tardieu
- Prix Radio : Jacques Fayet
- Nouveau Talent Radio : André Targe
- Prix Cinéma : Alain Corneau
- Nouveau Talent Cinéma : Tonie Marshall
- Prix Musique : Georges Aperghis
- Nouveau Talent Musique : Marc-Olivier Dupin
- Prix Télévision : Michel Mitrani
- Nouveau Talent Télévision : Jérôme Prieur et Gérard Mordillat
- Prix Danse : Elsa Wolliaston
- Nouveau Talent Danse : Stéphanie Aubin
- Nouveau Talent Théâtre : Olivier Dutaillis
- Prix de la Francophonie : Daniel Schmid
- Médaille Beaumarchais : André Degaine, Michel Jarry, Bernard Miyet et Elliot Silverstein

#### 1995
- Grand Prix : Jean Prodromidès
- Nouveau Talent Cinéma : Manuel Poirier
- Nouveau Talent Danse : Hervé Robbe
- Nouveau Talent Musique : Michèle Reverdy
- Nouveau Talent Radio : Sophie Loubière
- Nouveau Talent Télévision : Alain Tasma
- Nouveau Talent Théâtre : Gilles Segal
- Prix Cinéma : André Téchiné
- Prix Danse : Anne Teresa De Keersmaeker
- Prix de la Francophonie : Micheline Lanctôt
- Prix Radio : Philippe Derrez
- Prix Télévision : Jean Chapot
- Prix Théâtre : Loleh Bellon
- Médailles Beaumarchais : Renée Delmas, Léon Schwartzenberg, Roman Vlad

#### 1996
- Grand Prix : Pierre Henry et Nathalie Sarraute
- Prix Cinéma : Claude Chabrol
- Nouveau Talent Cinéma : Laetitia Masson
- Prix Télévision : Caroline Huppert
- Nouveau Talent Télévision : Laurent Chouchan
- Prix Danse : Trisha Brown
- Nouveau Talent Danse : Olivia Grandville
- Prix Musique : Pierre Henry
- Nouveau Talent Musique : Elisabeth Sikora
- Prix Radio : Patrice Galbeau
- Nouveau Talent Radio : Pascal Rogations
- Prix Spécial Théâtre : Philippe Avron
- Nouveau Talent Théâtre : Olivier Py
- Prix du scénario multimédia : Romain Victor-Pujebet
- Prix de la Francophonie : Les GénéreuxM
- Médaille Beaumarchais : Luciana Castellina, MELIES ALTHETE, Jean Mambrino, Aline Pailler, Jack Ralite, Philippe Tiry et Catherine Trautmann

#### 1997
- Grand Prix : Merce Cunningham
- Nouveau Talent Cinéma : Robert Guédiguian
- Nouveau Talent Musique : Michaël Levinas
- Nouveau Talent Radio : Michel Boujut
- Nouveau Talent Radio : Jacques Tardi
- Nouveau Talent Télévision : Jean-Pierre Sinapi
- Nouveau Talent Théâtre : Jean-Louis Bauer
- Prix Cinéma : Patrice Leconte
- Prix de la Francophonie : Luc Plamondon
- Prix Musique : Maurice Jarre
- Prix Radio : Roland Ménard
- Prix Télévision : Jean-Christophe Averty
- Prix Théâtre : François Tilly
- Médailles Beaumarchais : Robert Abirached, Marc Adam, Boris Charmatz, Jean Creteur, Solange Creteur, Pierre Sirinelli et Elisabeth Spickler

#### 1998
- Grand Prix : Benno Besson
- Nouveau Talent Cinéma : Laurent Bouhnik
- Nouveau Talent Danse : Gabin Nuissier
- Nouveau Talent Radio : Françoise Gerbaulet
- Nouveau Talent Télévision : Jean-Pierre Améris
- Nouveau Talent Théâtre : Jacques Gamblin
- Prix Cinéma : Jacques Fieschi
- Prix Danse : Susan Buirge
- Prix de la Francophonie : Fernando Arrabal
- Prix du scénario multimédia : Antoine Denize
- Prix Musique : Girolamo Arrigo
- Prix Radio : Pierre-Robert Leclercq
- Prix Télévision : Pierre Joassin
- Médailles Beaumarchais : Bernard Bretonnière, Pierre Chevalier, Jean-Luc Soulé

#### 1999
- Grand Prix : Jean-Claude Grumberg
- Nouveau Talent Cinéma : Jean-Philippe Toussaint
- Nouveau Talent Danse : Farid Berki
- Nouveau Talent Musique : Thierry Pécou
- Nouveau Talent Télévision : Laurent Dussaux
- Nouveau Talent Théâtre : Jean-Louis Bourdon
- Prix Cinéma : Jean Becker
- Prix Danse : Odile Duboc
- Prix de la Francophonie : Sotigui Kouyaté
- Prix du scénario multimédia : Benoît Sokal
- Prix Musique : Iannis Xenakis
- Prix Radio : Liliane Atlan
- Prix Télévision : Luc Béraud
- Médailles Beaumarchais : Claude Brunet, Marie-Hélène Rebois, Jean-Jacques Schpoliansky, Georges Vitaly

### Années 2000

#### 2000
- Grand Prix : Ariane Mnouchkine
- Prix Théâtre : Marcel Cuvelier
- Prix Nouveau Talent Théâtre : Irina Brook
- Prix Cinéma : Michel Ocelot
- Prix Télévision : Béatrice Rubinstein
- Prix Multimédia : Jean-Jacques Birgé, Frédéric Durieu, Murielle Lefebvre
- Prix Radio : Jean-Jacques Varoujean
- Prix Musique : Isabelle Aboulker
- Prix Chorégraphie : Irène Tassembédo
- Prix de la Francophonie : Marc Favreau
- Prix Suzanne-Bianchetti : Audrey Tautou
- Médailles Beaumarchais : Pierre-Henri Lamauve, Mireille Larroche, Anne-Marie Faucon, Michel Malacarnet

#### 2002
- Grand Prix: Costa-Gavras
- Nouveau Talent Cinéma (ex æquo) : Anne Fontaine et Danis Tanovic
- Prix Théâtre : Laurent Terzieff
- Nouveau Talent Théâtre : Mohamed Rouabhi
- Prix Télévision : Pierre Boutron
- Nouveau Talent Télévision : Catherine Hertault
- Prix Radio : Robert Poudérou
- Nouveau Talent Radio : Eva Almassy
- Prix Musique : Peter Eötvös
- Nouveau Talent Musique : Thierry Lalo
- Prix Chorégraphie : François Verret
- Nouveau Talent Chorégraphie : Caterina Sagna
- Prix de la Création Interactive : Xavier Boissarie
- Prix Arts du Cirque : Victoria Chaplin et Jean-Baptiste Thierrée
- Prix de la Francophonie : Carole Fréchette
- Prix Suzanne-Bianchetti : Françoise Gillard
- Médailles Beaumarchais : Christian Dupeyron, Georges-François Hirsch, Régine Juin, Charlotte Nessi, Edy Saiovici

#### 2003
- Grand Prix : Peter Brook
- Nouveau Talent Théâtre (ex æquo) : Olivier Cadiot et Marie Ndiaye
- Prix Cinéma : Jean-Pierre Jeunet
- Nouveau Talent Cinéma : Zabou Breitman
- Prix Télévision : Jérôme Foulon
- Nouveau Talent Télévision : Jacques Santamaria
- Prix Création Interactive : Eric Viennot
- Prix Arts du Cirque : Jérôme Thomas
- Prix Radio : Gérard Levoyer
- Nouveau Talent Radio : Fabrice Melquiot
- Prix Musique : Betsy Jolas
- Nouveau Talent Musique : Frédéric Verrières
- Prix Chorégraphie (ex æquo) : Mathilde Monnier et Marie Chouinard
- Nouveau Talent Chorégraphie (ex æquo): Nadia Vadori et Opiyo Okach
- Prix de la Francophonie : Mohamed Fellag
- Prix Suzanne-Bianchetti : Mélanie Doutey
- Médailles Beaumarchais : Francis Brun-buisson, Joao Correa, Didier Grojsman, Jacques Legré, Jean-Paul Montanari

#### 2004
- Grand Prix : Coline Serreau
- Prix Théâtre : Michel Vinaver
- Nouveau Talent Théâtre : Christian Siméon
- Prix Cinéma : Abdellatif Kechiche
- Nouveau Talent Cinéma : Julie Bertuccelli
- Prix Télévision: Jean-Daniel Verhaeghe
- Nouveau Talent Télévision : Renaud Bertrand et Claude Scasso
- Prix Animation : Jacques-Rémy Girerd
- Prix Création Interactive : Jean-Jacques Birgé et Nicolas Clauss
- Prix Arts du Cirque : Bernard Kudlak (Cirque Plume)
- Prix Radio : Claude Prin
- Nouveau Talent Radio : Christophe Pellet
- Prix Musique : Philippe Boesmans
- Nouveau Talent Musique : Alexandre Desplat
- Prix Chorégraphie : Daniel Larrieu
- Nouveau Talent Chorégraphie : Anne Lopez
- Prix de la Francophonie : Wajdi Mouawad
- Prix d'Honneur : Jean-Pierre Marchand
- Prix Suzanne-Bianchetti : ex æquo Sara Forestier et Sophie Quinton
- Médailles Beaumarchais : Monique Blin, Christian Bosseno, Myriam de Colombi, Hugues Gall, Jean-François Pignard de Mathod

#### 2005
- Grand Prix : Maurice Failevic
- Prix Théâtre : Armand Gatti
- Nouveau Talent Théâtre : Claire Lasne
- Prix One Man Show : Dany Boon
- Prix Cinéma : Jacques Audiard
- Nouveau Talent Cinéma : Yolande Moreau & Gilles Porte
- Nouveau Talent Télévision : Virginie Sauveur
- Prix Animation : Michel Gauthier
- Prix Création Interactive : David Cage
- Prix Arts du Cirque : Johann Le Guillerm
- Prix Radio : Martin Provost
- Nouveau Talent Radio : Laurent Contamin
- Prix Musique : Philippe Fénelon
- Nouveau Talent Musique : Benjamin Murat
- Prix Chorégraphie : Josef Nadj
- Nouveau Talent Chorégraphie : Cosmin Manolescu
- Prix de la Francophonie : Mohamed Kacimi
- Prix Suzanne-Bianchetti : Chloé Lambert
- Médailles Beaumarchais : José Arthur, Henri Citrinot, Vladimir Kojoukharov, Patrick Raude, Serge Rousseau

#### 2006
- Grand Prix : Pascal Dusapin
- Prix Théâtre : Serge Kribus
- Prix Nouveau Talent Théâtre : Isabelle de Toledo & Pierre Notte
- Prix One Man Show : Gad Elmaleh
- Prix Nouveau Talent One Man Show : Julie Ferrier
- Prix Cinéma : Radu Mihaileanu
- Prix Nouveau Talent Cinéma : Stéphane Brizé
- Prix Télévision : Bernard Stora
- Prix Nouveau Talent Télévision : Philippe Carrèse & Dominique Lombardi
- Prix Animation : Jean-François Laguionie
- Prix Création Multimédia : Frédérick Raynal
- Prix Arts du Cirque : Dimitri
- Prix Arts de la rue : Barthélémy Bompard
- Prix Radio : David Mairowitz
- Prix Nouveau Talent Radio : Michèle Sigal
- Prix Nouveau Talent Musique : Denis Chouillet
- Prix Chorégraphie : José Montalvo & Dominique Hervieu
- Prix Nouveau Talent Chorégraphie : Mourad Merzouki
- Prix de la Francophonie : Robert Lepage
- Prix Suzanne-Bianchetti : Nathalie Boutefeu
- Médailles Beaumarchais : Pierre Marcabru, Mounir Bouchenaki, Jacques Noël, Colette Nucci

#### 2007
- Grand Prix : Jean Cosmos
- Prix Européen : Hugo Claus
- Prix Suzanne-Bianchetti : Déborah François
- Prix Théâtre : Gérald Sibleyras
- Prix Nouveau Talent Théâtre : Brigitte Buc
- Prix One Man Show : Valérie Lemercier
- Prix Nouveau Talent One Man Show : Florence Foresti
- Prix Cinéma : Alain Cavalier
- Prix Nouveau Talent Cinéma : Denis Dercourt
- Prix Télévision : Joël Houssin
- Prix Nouveau Talent Télévision : Alexandre Astier
- Prix Art du Cirque : Mélissa Von Vepy et Chloé Moglia
- Prix Arts de la rue : Gilles Rhode
- Prix Radio : François Bon
- Prix Nouveau Talent Radio : Pierre Senges
- Prix Musique : Bernard Cavana
- Prix Nouveau Talent Musique : Bruno Mantovani
- Prix Chorégraphie : William Forsythe
- Prix Nouveau Talent Chorégraphie : Vincent Dupont
- Prix Animation : Jean van Rijsselberge
- Prix Nouveau Talent Animation : Christian Volckman
- Prix Création Interactive : Manuel Ruiz-Dupont
- Médailles Beaumarchais : Tom Bishop, Pierre Franck, Jean Musitelli Pierre-Marie Quesseveur, Patrick Péchoux

#### 2008
- Grand Prix : Patrice Chéreau
- Prix Européen : Volker Schlöndorff
- Prix Suzanne-Bianchetti : Clotilde Hesme
- Prix Théâtre : Marc Dugowson
- Prix Nouveau Talent Théâtre : David Lescot
- Prix de la mise en scène : Jorge Lavelli
- Prix One Man Show : Ged Marlon
- Prix Nouveau Talent One Man Show : Julien Cottereau
- Prix Cinéma : Michel Gondry
- Prix Nouveau Talent Cinéma : Julie Delpy
- Prix Télévision : Alain Tasma
- Prix Nouveau Talent Télévision : Anne Giafferi
- Prix Animation : Guillaume Ivernel
- Prix Nouveau Talent Animation : Pierre-Luc Granjon
- Prix Création Interactive : Camille Guermonprez
- Prix Art du Cirque : Antoine Rigot et Agathe Olivier
- Prix Arts de la rue : Caroline Amoros (Princesses Peluches ) et Philippe Nicolle (26000 Couverts)
- Prix Radio : Patrick Liegibel
- Prix Nouveau Talent Radio : Bertrand Leclair
- Prix Musique : Thierry Pecou
- Prix Nouveau Talent Musique : François Narboni
- Prix Chorégraphie : Mark Thompkins
- Prix Nouveau Talent Chorégraphie : Kataline Patkaï
- Prix de l'audiovisuel : Bouli Lanners
- Médailles Beaumarchais : Tsilla Chelton, Abdou Diouf, Denis Olivennes, Maidy Teitelbaum, Gérard Violette

#### 2009
- Grand Prix : Agnès Varda
- Prix Européen : Matei Vișniec
- Prix Suzanne-Bianchetti : Àstrid Bergès-Frisbey
- Prix Théâtre : Serge Valletti
- Prix Nouveau Talent Théâtre : Carole Thibaut
- Prix de la mise en scène : Laurent Pelly
- Prix One Man Show : Didier Bénureau
- Prix Nouveau Talent One Man Show : Laurent Lafitte
- Prix Cinéma : Philippe Lioret
- Prix Nouveau Talent Cinéma : Ursula Meier
- Prix Télévision : Serge Meynard
- Prix Nouveau Talent Télévision : Sarah Lévy
- Prix Animation : Stéphane Aubier et Vincent Patar
- Prix Nouveau Talent Animation : Jérémy Clapin
- Prix Création Interactive : Maurice Benayoun
- Prix Art du Cirque : Mathurin Bolze
- Prix Arts de la rue : Laure Terrier
- Prix Radio : Claudine Galéa
- Prix Nouveau Talent Radio : Mariannick Bellot
- Prix Musique : André Bon
- Prix Nouveau Talent Musique : Alexandros Markeas
- Prix Chorégraphie : Boris Charmatz
- Prix Nouveau Talent Chorégraphie : Alban Richard
- Médailles Beaumarchais : Amélie Grand, Philippe Monfils, Pascal Parsat, Bruno Perroud, Patrick Schoenstein

### Années 2010

#### 2010
- Grand Prix : Claude Chabrol
- Prix Européen : Stephen Frears
- Prix Suzanne-Bianchetti : Élodie Navarre
- Prix Cinéma : Xavier Giannoli
- Prix Nouveau Talent Cinéma : Léa Fehner
- Prix Télévision : Frédéric Krivine et Fabrice Cazeneuve
- Prix Nouveau Talent Fiction Télévision : Jean-Xavier de Lestrade
- Prix Animation : Claire Paoletti
- Prix Nouveau Talent Animation : Fabrice O. Joubert
- Prix Création Interactive : David Cage
- Prix Radio : Pierre Billard
- Prix Nouveau Talent Radio : Catherine Tullat
- Prix Théâtre : Joël Pommerat
- Prix Nouveau Talent Théâtre : Marcel Zang
- Prix de la mise en scène : Marion Bierry
- Prix One Man Show : Michèle Bernier et Marie-Pascale Osterrieth
- Prix Nouveau Talent Humour : Guillaume Gallienne
- Prix Art du Cirque : Abdeliazide Senhadji
- Prix Arts de la rue : Olivier Comte
- Prix Chorégraphie : Françoise Dupuy et Dominique Dupuy
- Prix Nouveau Talent Chorégraphie : Bouchra Ouizguen
- Prix Musique : Jacques Rebotier
- Prix Nouveau Talent Musique : Philippe Miller
- Médailles Beaumarchais : Blandine Masson, Vincent Paul-Boncour, Daniel Darès, Louis Joinet, Jacques Toubon

#### 2011
- Grand Prix : Jean-Michel Ribes et Alain Cavalier
- Prix Européen : Alan Bennett
- Prix Suzanne-Bianchetti : Anaïs Demoustier
- Prix Théâtre : Didier Bezace
- Prix Nouveau Talent Théâtre : Matthieu Delaporte et Alexandre de La Patellière
- Prix de la mise en scène : Jean-Luc Revol
- Prix One Man Show : Nicolas Canteloup
- Prix Nouveau Talent One Man Show : Virginie Hocq
- Prix Cinéma : Philippe Le Guay
- Prix Nouveau Talent Cinéma : Anne Le Ny
- Prix Télévision : Emmanuelle Bercot
- Prix Nouveau Talent Télévision : Anne Villacèque et Sophie Fillières
- Prix Animation : Alain Gagnol et Jean-Loup Felicioli
- Prix Nouveau Talent Animation : Natalys Raut-Sieuzac
- Prix Création Interactive : Anthony Roux (Société Ankama)
- Prix Art du Cirque : Bonaventure Gacon
- Prix Arts de la rue : Jacques Livchine et Hervée Gervais de Lafond
- Prix Radio : Karin Serres
- Prix nouveau talent radio : France Jolly
- Prix Musique : Michaël Levinas
- Prix Nouveau Talent Musique : Oscar Strasnoy
- Prix Chorégraphie : Xavier Le Roy
- Prix Nouveau Talent Chorégraphie : Jonah Bokaer
- Médailles Beaumarchais : Guillaume Cerruti, Laurence de Magalhaes, Françoise Kirkpatrick, Peter Kirkpatrick, Masako Okada, Claude-Eric Poiroux

#### 2012
- Grand prix : Claude Miller[4] et Bartabas
- Prix Européen : Ettore Scola
- Prix Suzanne-Bianchetti : Marie Kremer
- Prix Théâtre : Philippe Caubère
- Prix Nouveau Talent Théâtre : Philippe Quesne
- Prix de la Mise en scène : Alain Françon
- Prix de la Traduction et/ou Adaptation : Stéphane Laporte
- Prix Humour/One Man Show : Jamel Debbouze
- Prix Nouveau Talent Humour/One Man Show : Claudia Tagbo
- Prix Cinéma : Maïwenn
- Prix Nouveau Talent Cinéma : Céline Sciamma
- Prix Télévision : Olivier Langlois
- Prix Nouveau Talent Télévision : Virginie Wagon
- Prix Animation : Joann Sfar
- Prix Nouveau Talent Animation : Émilie Mercier
- Prix Création Interactive : Emmanuel Guardiola
- Prix des Arts du Cirque : Iani Nuutinen
- Prix des Arts de la Rue : Frédéric Fort
- Prix Radio : Claude Lucas
- Prix Nouveau Talent Radio : Stéphane Michaka
- Prix Musique : Jean-Marc Singier
- Prix Nouveau Talent Musique : Jérôme Combier
- Prix Chorégraphie : Daniel Dobbels
- Prix Nouveau Talent Chorégraphie : Qudus Onikeku

#### 2013
- Grand prix : Pierre Étaix
- Prix Européen :  Adam Price, Jeppe Gjervig Gram et Tobias Lindholm
- Prix Suzanne-Bianchetti : Pauline Étienne
- Prix Théâtre :  Guy Foissy
- Prix Nouveau Talent Théâtre : Marion Aubert
- Prix de la Mise en scène :  Anne-Laure Liégeois
- Prix de la Traduction et/ou Adaptation : Gérald Sibleyras
- Prix Humour/One Man Show : Pierre Palmade
- Prix Nouveau Talent Humour/One Man Show : Arnaud Tsamère
- Prix Cinéma : Benoît Jacquot
- Prix Nouveau Talent Cinéma : Cyril Mennegun
- Prix Télévision : Christian Faure
- Prix Nouveau Talent Télévision : Rodolphe Tissot
- Prix Animation : Mathieu Auvray
- Prix Nouveau Talent Animation : Benjamin Renner
- Prix Création Interactive :  Frank Chiche et Georges Fleury
- Prix des Arts du Cirque: Angela Laurier
- Prix des Arts de la Rue : Doriane Moretus et Patrick Dordoigne
- Prix Radio : Maryline Desbiolles
- Prix Nouveau Talent Radio : Laurent Lafitte  et Zabou Breitman
- Prix Musique : Graciane Finzi
- Prix Nouveau Talent Musique : Blaise Ubaldini
- Prix Chorégraphie : Christian Rizzo
- Prix Nouveau Talent Chorégraphie : Anne Nguyen

#### 2014
- Grand Prix : Jean-Claude Carrière
- Prix Européen : Jean-Pierre et Luc Dardenne
- Prix Suzanne-Bianchetti : Adèle Haenel
- Prix Théâtre : Yasmina Reza
- Prix Nouveau Talent Théâtre : Nasser Djemaï
- Prix de la Mise en scène : Jean-François Sivadier
- Prix de la Traduction et/ou Adaptation : Huguette Hatem
- Prix Humour/One Man Show :
- Prix Nouveau Talent Humour/One Man Show :
- Prix Cinéma : François Dupeyron
- Prix Nouveau Talent Cinéma : Katell Quillévéré
- Prix Télévision : Charlotte Brandström
- Prix Nouveau Talent Télévision : Sophie Lebarbier et Fanny Robert-Ferrey
- Prix Animation : Hélène Giraud et Thomas Szabo
- Prix Nouveau Talent Animation : Augusto Zanovello et Jean-Charles Finck
- Prix Création Interactive : Alain Damasio
- Prix des Arts du Cirque: Marie Molliens
- Prix des Arts de la Rue : Compagnie Les Grooms
- Prix Radio : Xavier Mauméjean
- Prix Nouveau Talent Radio : Camille Kohler
- Prix Musique : Philippe Hersant
- Prix Nouveau Talent Musique : Vincent Bouchot
- Prix Chorégraphie :  Thomas Lebrun
- Prix Nouveau Talent Chorégraphie : Daniel Linehan

#### 2015
- Grand Prix : Jean-Paul Rappeneau
- Prix Européen : Emma Dante
- Prix Cinéma : Sólveig Anspach
- Prix Nouveau Talent cinéma  (ex-aequo) : Jeanne Herry et Thomas Cailley
- Prix Suzanne-Bianchetti : Marine Vacth
- Prix Télévision Réalisateur : Denis Malleval
- Prix Télévision Scénariste : Anne Landois
- Prix Nouveau Talent Télévision : Magaly Richard-Serrano
- Prix Animation : David Alaux, Éric Tosti et Jean-François Tosti
- Prix Nouveau Talent Animation : Julien Berjeaut
- Prix Création Interactive : Claire Bardainne et Adrien Mondot
- Prix Radio : Caroline de Kergariou
- Prix Nouveau Talent radio : François Pérache
- Prix Théâtre (ex-aequo) : Éric Assous et David Lescot
- Prix Nouveau Talent Théâtre : Pauline Bureau
- Prix se la Mise en Scène : Emmanuel Demarcy-Mota
- Prix de la Traduction et/ou Adaptation : Gérald Aubert
- Prix Humour/One Man Show :  Florence Foresti
- Prix Nouveau Talent Humour/One Man Show : Kev Adams
- Prix Arts du Cirque : Elsa de Witte et Laurent Cabrol
- Prix Arts de la Rue : Tartar(e)
- Prix Chorégraphie : Robyn Orlin
- Prix Nouveau Talent Chorégraphie : Kaori Ito
- Prix Musique : Thierry Escaich
- Prix Nouveau talent Musique : Coralie Fayolle
- Médailles Beaumarchais : Marie-Thérèse Allier, Claude Coret, Bernard Foccroulle, Francis Nani et Viviane Reding

#### 2016
Les prix furent remis le 13 juin 2016
- Grand Prix : William Forsythe
- Prix Européen : Thomas Ostermeier
- Prix Cinéma :   Emmanuelle Bercot
- Prix Nouveau Talent cinéma  : Frédéric Tellier
- Prix Suzanne-Bianchetti : Camille Cottin
- Prix Télévision Réalisateur  : Hervé Hadmar  et Marc Herpoux
- Prix Nouveau Talent Télévision
- Prix Animation : Christian Desmares, Franck Ekinci, Benjamin Legrand et Jacques Tardi
- Prix Nouveau Talent Animation : Émile Bravo, Timothée de Fombelle, Paul Leluc, Guillaume Mautalent, Delphine Maury, Sébastien Oursel, Alain Serluppus et Olivier Vinuesa
- Prix Création Interactive :  Simon Bouisson
- Prix Radio : Charline Vanhoenacker et Alex Vizorek
- Prix Nouveau Talent radio : Benjamin Abitan
- Prix Théâtre  :  Jacques Gamblin
- Prix Nouveau Talent Théâtre :  Andréa Bescond
- Prix se la Mise en Scène : Brigitte Jaques-Wajeman
- Prix de la Traduction et/ou Adaptation : Jean-Michel Déprats
- Prix Humour/One Man Show : Alex Lutz
- Prix Nouveau Talent Humour/One Man Show :  Blanche Gardin
- Prix Arts du Cirque : Nikolaus Holz
- Prix Arts de la Rue : Diane Bonnot, Laurence Cools, Lula Hugot, Charlotte Saliou et Claire Vergos
- Prix Chorégraphie :  Lia Rodrigues
- Prix Nouveau Talent Chorégraphie : Sandra Iché
- Prix Musique : Marie-Jeanne Serero
- Prix Nouveau talent Musique :  Benjamin Dupé
- Médailles Beaumarchais : Michèle Braconnier, Cécile Farkas, Morad Kertobi, Gérard Sibelle et Henri Weber

#### 2017
- Grand Prix : André Téchiné et Johann Le Guillerm
- Prix Européen : Aki Kaurismäki
- Prix Cinéma :  Fiona Gordon et Dominique Abel
- Prix Nouveau Talent cinéma  : Stéphanie Di Giusto
- Prix Suzanne-Bianchetti : Suliane Brahim de la Comédie-Française
- Prix Télévision Réalisateur  : Xavier Durringer
- Prix Télévision Scénariste  : Nathalie Saugeon
- Prix Nouveau Talent Télévision : Laurent Perreau
- Prix Animation : Michael Dudok De Wit
- Prix Nouveau Talent Animation : Sébastien Laudenbach
- Prix Création Interactive : Cyprien
- Prix Radio : Nicole Sigal
- Prix Nouveau Talent radio : Claire Richard
- Prix Théâtre  :  Pascal Rambert
- Prix Nouveau Talent Théâtre : Marie Rémond
- Prix se la Mise en Scène : Thomas Jolly
- Prix de la Traduction et/ou Adaptation : Séverine Magois
- Prix Humour/One Man Show : Anne Roumanoff
- Prix Nouveau Talent Humour/One Man Show : Audrey Vernon
- Prix Arts du Cirque : Jean-Baptiste André
- Prix Arts de la Rue : Caty Avram et Pierre Berthelot
- Prix Chorégraphie :  Nacera Belaza
- Prix Nouveau Talent Chorégraphie : Sylvain Bouillet, Mathieu Desseigne-Ravel et Lucien Reynes
- Prix Musique :  Gérard Pesson
- Prix Nouveau talent Musique :  Arthur Lavandier
- Médailles Beaumarchais : Nils Bouaziz, Sabine Chevallier, Olivier Châtel et Thierry Desurmont,  Pierre Sellal, Caroline Sonrier, Diane Giorgis

#### 2018
- Grand Prix : Georges Aperghis
- Prix Européen : Fatih Akin
- Prix Cinéma : Noémie Lvovsky
- Prix Nouveau Talent Cinéma : Sou Abadi
- Prix Suzanne-Bianchetti : Camélia Jordana
- Prix Télévision Réalisateur : Virginie Sauveur
- Prix Télévision Scénariste : Antoine Lacomblez
- Prix Nouveau Talent Télévision : Stephen Cafiero, Camille Rosset et Frédéric Rosset
- Prix Animation : Franck Dion
- Prix Nouveau Talent Animation : Mor Israeli
- Prix Création Interactive : Jérôme Blanquet
- Prix Radio : Katell Guillou
- Prix Nouveau Talent Radio : Daniel Martin-Borret
- Prix Théâtre : François Tanguy
- Prix Nouveau Talent Théâtre : Caroline Guiela Nguyen
- Prix de la mise en scène : Ladislas Chollat
- Prix de la traduction et/ou adaptation : Jacqueline Carnaud et Laurence Sendrowicz
- Prix Humour/One-man-show : Blanche Gardin
- Prix Nouveau Talent Humour/One-man-show : Vincent Dedienne
- Prix Cirque : Valentine Losseau et Raphaël Navarro
- Prix Arts de la Rue : Nadège Prugnard
- Prix Chorégraphie : Martine Pisani
- Prix Nouveau Talent Chorégraphie : Nina Santes
- Prix Musique : Nicolas Frize
- Prix Nouveau Talent Musique : Julien Joubert
- Médailles Beaumarchais : Jeanne Brunfaut, Catherine Dan, Claire Diao, Alain Le Diberder, Patrick Eveno et Martine Tridde Mazloum

#### 2019
- Grand Prix : Maguy Marin
- Prix Européen : Nanni Moretti
- Prix Cinéma : Catherine Corsini
- Prix Nouveau Talent Cinéma : Alex Lutz
- Prix Suzanne Bianchetti : Rebecca Marder
- Prix Télévision Réalisateur : Renaud Bertrand
- Prix Télévision Scénariste : Marie Deshaires et Catherine Touzet
- Prix Nouveau Talent Télévision : Émilie Noblet, Camille Rosset, Sarah Santamaria-Mertens et Angela Soupe
- Prix Animation : Stéphane Bernasconi
- Prix Nouveau Talent Animation : Jean-Charles Mbotti Malolo
- Prix Création Interactive : Benoit Blanc, Benjamin Busnel et Matthias Girbig
- Prix Radio : Anne Sibran
- Prix Nouveau Talent Radio : Marjorie Philibert
- Prix Théâtre : Florian Zeller
- Prix Nouveau Talent Théâtre : Céline Champinot
- Prix de la Mise en Scène : Justine Heynemann
- Prix de la Traduction et/ou Adaptation : Laurent Muhleisen
- Prix Humour / One Man Show :  François Morel
- Prix Nouveau Talent Humour / One Man Show : Monsieur Fraize
- Prix Cirque : Titoune
- Prix Arts de la Rue : Patrice Jouffroy
- Prix Chorégraphie : Thierry Thieû Niang
- Prix Nouveau talent Chorégraphie : Souhail Marchiche et Mehdi Meghari
- Prix Musique : Roland Auzet
- Prix Nouveau Talent Musique : Annabelle Playe et Benoît Menut
- Médailles Beaumarchais : Mariya Gabriel, Memona Hintermann-Afféjee, Pascal Paradou, Sylvie Pierre-Brossolette, Virginie Rozière, Olivier Schrameck et Helga Trüpel

### Années 2020

#### 2020
La cérémonie n'a pas pu se tenir en raison de la crise sanitaire du Covid 19, les lauréats sont récompenses en 2021.
- Grand Prix : Bernard Kudlak
- Prix Européen : Pedro Almodovar
- Prix Cinéma : François Ozon
- Prix Nouveau Talent Cinéma : Judith Davis
- Prix Suzanne Bianchetti : Mama Sané
- Prix Télévision Réalisateur : Éric Rochant
- Prix Télévision Scénariste : Fanny Herrero
- Prix Nouveau Talent Télévision : Chloé Larouchi, Laura Piani et Édouard Deluc
- Prix Animation : Florence Miailhe
- Prix Nouveau Talent Animation : Charlie Belin
- Prix Création Numérique : Jérémy Bernard, Guillaume Desjardins et Bastien Ughetto - Collectif Les Parasites
- Prix Radio : Sophie Bocquillon
- Prix Nouveau Talent Radio : Sabine Zovighian
- Prix Théâtre : Pauline Bureau
- Prix Nouveau Talent Théâtre : Valérie Lesort
- Prix de la Mise en Scène : Mathilda May
- Prix de la Traduction et/ou Adaptation : Blandine Pélissier
- Prix Humour/One man show : Guillaume Meurice
- Prix Nouveau Talent Humour/One man show : Kelly Rivière
- Prix Cirque : Camille Decourtye et Blaï Mateu Trias – Baro d’evel
- Prix Arts de la rue : Périne Faivre – Cie  Les Arts Oseurs
- Prix Chorégraphie : Thierry Malandain
- Prix Nouveau Talent Chorégraphie : Marion Lévy
- Prix Musique : Alexandros Markeas
- Prix Nouveau Talent Musique : Francesco Filidei
- Médailles Beaumarchais : Audrey Azoulay, Aurélie Cardin, Véronique Cayla, Annick Teninge et Laurent Pouvaret

#### 2021
- Grand Prix : Nicole Garcia
- Prix Européen : Sally Wainwright
- Prix Cinéma : Mia Hansen-Love
- Prix Nouveau Talent Cinéma : Maïmouna Doucouré
- Prix Suzanne-Bianchetti : Céleste Brunnquell
- Prix Télévision Réalisateur : Adeline Darraux
- Prix Télévision Scénariste : Virginie Brac
- Prix Nouveau Talent Télévision : Laure de Butler
- Prix Animation : Alain Ughetto
- Prix Nouveau Talent Animation : Chloé Mazlo
- Prix Création Numérique : Yacine Belhousse & Dédo
- Prix Radio : Emmanuel Suarez
- Prix Nouveau Talent Radio : Zoé Gabillet, Natalia Gallois et Fleur Gorre
- Prix Théâtre : Simon Abkarian
- Prix Nouveaux Talents Théâtre : François de Brauer et Matthieu Pastore
- Prix de la Mise en Scène : Pierre Pradinas
- Prix de la Traduction et/ou Adaptation : Dominique Hollier
- Prix Humour / One Man Show : Camille Chamoux
- Prix Nouveau Talent Humour / One Man Show : Laureline Kuntz
- Prix Cirque : Alexandre Fray
- Prix Arts de la Rue : Karelle Prugnaud, Otomo de Manuel, Tarik Noui et Sagesse
- Prix Chorégraphie : Gisèle Vienne
- Prix Nouveau Talent Chorégraphie : Volmir Cordeiro
- Prix Musique : Edith Canat de Chizy
- Prix Nouveau Talent Musique : Benjamin Attahir
- Médailles Beaumarchais : Angela Alves, Géraldine Baché, Marie Baracco, Rodolphe Belmer, Denis Freyd, Armelle Héliot, Jean-Philippe Lagarde et Catherine Morin-Desailly

#### 2022
- Grand Prix : Germaine Acogny
- Prix Théâtre : Jean-Paul Wenzel
- Prix Nouveau Talent Théâtre : Léna Bréban
- Prix de la Mise en Scène : Catherine Schaub
- Prix de la Traduction et/ou Adaptation : Françoise Morvan et André Markowicz
- Prix Humour : Fabrice Éboué
- Prix Nouveau Talent Humour : Paul Mirabel
- Prix Cinéma : Agnès de Sacy
- Prix Nouveau Talent Cinéma : Arthur Harari
- Prix Télévision Scénariste : Camille de Castelnau
- Prix Télévision Réalisation : Thomas Vincent
- Prix Nouveau Talent Télévision : Akim Isker
- Prix Animation : Alexandre Révérend
- Prix Nouveau Talent Animation : Guillaume Lorin
- Prix Création Numérique : Bertrand Usclat
- Prix Cirque : Vimala Pons
- Prix Arts de la Rue : Nicolas Chapoulier, Cie 3 points de suspension
- Prix Radio : Vincent Hazard
- Prix Nouveau Talent Radio : Mehdi Bayad
- Prix Musique : Marc-André Dalbavie
- Prix Nouveau Talent Musique : Aurélien Dumont
- Prix Chorégraphie : Bintou Dembélé
- Prix Nouveau Talent Chorégraphie : La Horde - Marine Brutti, Jonathan Debrouwer et Arthur Harel
- Prix Européens : Oleh Sentsov et Vlad Troïtskyi
- Prix Suzanne Bianchetti : Luàna Bajrami
- Médailles Beaumarchais : Émilie Cariou, Marie Collin, Xavier Kawa-Topor, Olivier Meyer, Jean-Marie Songy et Carole Tongue

2023
- Grand Prix : Joël Pommerat
- Prix Européen : Tatiana Frolova
- Prix Cinéma : Cédric Klapisch
- Prix Nouveau Talent Cinéma : Arthur Harari
- Prix Suzanne Bianchetti : Mallory Wanecque
- Prix Télévision Réalisateur : Nicolas Cuche
- Prix Télévision Scénariste : Marie Roussin
- Prix Nouveau Talent Télévision : Noé Debré
- Prix Animation : Félicie Haymoz
- Prix Nouveau Talent Animation : Anaïs Caura
- Prix Création Numérique : Wil Aime
- Prix Radio : Klaire fait Grr
- Prix Nouveau Talent Radio : Vincent Rebouah
- Prix Théâtre : Marion Aubert
- Prix Nouveau Talent Théâtre : Lise Akoka et Romane Gueret
- Prix Nouveau Talent Théâtre : Penda Diouf
- Prix de la Mise en Scène : Isabelle Nanty
- Prix de la Traduction et/ou Adaptation : Jean-Louis Besson et Jean Jourdheuil
- Prix Humour : Les Bodin's
- Prix Nouveau Talent Humour : Laura Felpin
- Prix Cirque : Cille Lansade
- Prix Arts de la Rue : Sarah Daugas Marzouk
- Prix Chorégraphie : Salia Sanou
- Prix Nouveau Talent Chorégraphie : Nadia Beugré
- Prix Musique : Sonia Wieder-Atherton
- Prix Nouveau Talent Musique : Sivan Eldar
- Médailles Beaumarchais : Laurence Bachman, Frédérique Bredin, Philippe Etienne, Barbara Hayes et Laurent Valière

2024,
- Grand Prix : Claude Lelouch
- Prix Théâtre : Jean-François Sivadier
- Prix Nouveau Talent Théâtre : Laëtitia Pitz
- Prix de la Mise en Scène : Mélody Mourey
- Prix de la Traduction et/ou Adaptation : Nicolas Bouchaud, Véronique Timsit et Éric Didry
- Prix Humour : Fary
- Prix Nouveau Talent Humour : Noémie de Lattre
- Prix Cinéma : Jeanne Herry
- Prix Nouveau Talent Cinéma : Iris Kaltenbäck
- Prix Télévision Scénariste : Jean-Baptiste Delafon
- Prix Télévision Réalisateur : Rodolphe Tissot
- Prix Nouveau Talent Télévision : Judith Godrèche
- Prix Animation : Benoît Chieux
- Prix Nouveau Talent Animation : Stéphanie Clément
- Prix Création Numérique : Laura Laune et Guillaume Bats
- Prix Cirque : Martin Palisse
- Prix Arts de la Rue :  Fred Tousch, Arnaud Aymard, et Laurent Petit (Cabaret philosophique)
- Prix Radio : Benjamin Abitan
- Prix Nouveau Talent Radio : Pascale Mémery
- Prix Musique : Alexandre Desplat
- Prix Nouveau Talent Musique : Matteo Franceschini
- Prix Chorégraphie : Gaëlle Bourges
- Prix Nouveau Talent Chorégraphie :  Joachim Maudet
- Prix Européen : Marco Bellocchio
- Prix Suzanne-Bianchetti : Souheila Yacoub
- Médailles Beaumarchais : Alexandra Bensamoun, Pierre-Yves Dermagne, Laurence Franceschini, Stéphane Goudet, Irène Omélianenko et Hélène Vayssières

2025
- Grand Prix : Agnès Jaoui
- Prix Théâtre : Léonore Confino
- Prix Nouveau Talent Théâtre : Rudy Milstein
- Prix de la Mise en Scène : Eric Ruf
- Prix de la Traduction et/ou Adaptation : Arnaud Denis
- Prix Humour : Jean-Jacques Vanier
- Prix Nouveau Talent Humour : Mahaut Drama
- Prix Cinéma : Arnaud Larrieu et Jean-Marie Larrieu
- Prix Nouveau Talent Cinéma : Hafsia Herzi
- Prix Télévision Scénariste : Laurent Burtin
- Prix Télévision Réalisateur : Mona Bauer Achache
- Prix Nouveau Talent Télévision : Alice Géraud
- Prix Animation : Sophie Roze
- Prix Nouveau Talent Animation : Émilie Tronche
- Prix Création Numérique : Éléonore Costes
- Prix Cirque : Maroussia Diaz Verbèke
- Prix Arts de la Rue :  Corinne Guimbaud, Claire Chiabaï, Véronique Ravier et Marisa Simon (Quartet Buccal)
- Prix Radio : Tanguy Blum, Christian Brugerolle et Antoine Piombino (Projet Orloff)
- Prix Nouveau Talent Radio : Elie Olivennes
- Prix Musique : Hèctor Parra
- Prix Nouveau Talent Musique : Clara Olivares
- Prix Chorégraphie : Noé Soulier
- Prix Nouveau Talent Chorégraphie :  Sandrine Lescourant
- Prix Européen : Agnieszka Holland
- Prix Suzanne-Bianchetti : Lilith Grasmug et Josefa Heinsius
- Médailles Beaumarchais : Jean-François Boittin, Jackie Buet, Delphine Bürkli, Nathalie Coste Cerdan, Olivier Henrard et Axel Voss

## Autres prix
Remis au début de l'année, la SACD remet d'autres prix :
- Prix Henri-Jeanson : récompense l'auteur pour son humour, insolence et son écriture dramatique
- Prix Maurice-Yvain : récompense un compositeur
- Prix Mireille-Lantéri : récompense l'auteur dont le premier scénario fut adapté à l'écran.

La SACD remet également les prix SACD du Festival de Cannes aux meilleurs films de la Quinzaine des Réalisateurs et de la Semaine de la Critique. Un prix de la dramaturgie francophone à l'issue du Festival des francophonies en Limousin.